# Shani Peak
Der Shani Peak (auch bekannt als Khaltar Peak) ist ein 5887 m (nach anderen Quellen 5885 m) hoher Berg südlich des Naltar-Passes im Gilgit-Distrikt in Pakistan. 

## Lage
Er liegt im Westen des Snow Dome (5029 m) und im Nordwesten des Mehrbani Peak (5639 m). An seiner Ostflanke befindet sich der Shanigletscher, welcher sich in den Naltar-Pass erstreckt.

## Besteigungsgeschichte
Im Himalaya-Index ist eine Erstbesteigung des Shani Peak im Jahr 1986 über den Westgrat dokumentiert.
Am 14. August 1986 erreichten Guy Muhlemann und Roger D. Everett, Mitglieder einer schottischen Expedition, den Gipfel.